# Nagaur
Nagaur (també Khatwan) és una ciutat i municipi del Rajasthan, Índia, capital del districte de Nagaur, a mig camí entre Jodhpur (ciutat) i Bikaner (ciutat) a 27° 12′ N, 73° 44′ E / 27.2°N,73.73°E. Figura al cens del 2001 amb una població de 88.313 habitants; el 1901 eren 13.377 habitants.
És esmentada al Mahabharata i fou la capital del Jangaldesh (País de la Jungla). Fou fundada pels rajputs khsatriya naga, fundació datada al segle iv aC; els nagues van governar la zona fins al segle VII quan foren substituïts pels chauhans rajputs i va quedar inclosa a Sapadalaksha.
Fou objecte dels atacs musulmans des del segle xi i conquerida pels gúrides al final del segle XII; un sultanat s'hi va erigir al segle xiii vassall del sultanat de Delhi. Els sultans van haver de pagar tribut als rajputs sisòdies de Chitor al segle xiv. Fou després conquerit (finals del segle xiv o començaments del XV) pels rathors rajputs i esdevingué primera capital del Mawar (després Jodhpur pel nom de la segona capital). Al final del segle xiv va caure en mans de Muzaffar Shah I de Gujarat que va cedir l'estat de Nagaur a son germà Shams al-Din Dandani. La dinastia dandànida va governar durant més d'un segle. El 1509/1510 es va sotmetre a Sikandar Lodi de Delhi.
Després dels lodis va caure en mans del rajah de Mawar, que va construir la fortalesa i les muralles. Va passar a mans de Shert Shah Suri, però enfonsada aquesta dinastia va retornar a Marwar que fou vassalla de l'Imperi Mogol, que va conservar Nagaur excepte per un temps al final del segle xvi quan Akbar la va cedir temporalment al maharajà de Bikaner i després quan Shah Jahan la va cedir a una altra nissaga rathor, retornant finalment a Jodhpur en el segle xvii.
Fou part de l'estat de Jodhpur fins al 1949 i després va esdevenir la capital del districte del seu nom. La muralla de la ciutat vella té més de 6 km de llarg, entre 0,5 i 2,5 metres d'ample i més de 5 metres d'altura. Moltes pedres tenen inscripcions aràbigues i perses per haver-se utilitzat materials de mesquites demolides per orde del maharajà Bakht Singh per reparar els forats de la muralla causats per les guerres. La fortalesa sobresurt sobre la ciutat i té una doble muralla de més d'un km de 8 metres d'alt l'exterior i 15 la interior i amplada a la base de 9 metres i en alt de 3 o 4.

## LLosc importants
- Temple del guru Jambheshwar
- Fortalesa de Nagaur
- Dargah Sufi Hamiddudin
- Dargah Bade Peer Sahab
- Temple de Banshiwala
- Mesquita d'Akbari Jama
- Dargah Ahmed Ali Baba
- Temple de Karni Mataji Ka a Manasar
- Temple de Veer Tejaji a Kharnal
- Vinod Vyas Niwar Gali